# Herman Teirlinck
Herman Louis Cesar Teirlinck, född 24 februari 1879 i Molenbeek-Saint-Jean, död 4 februari 1967 i Beersel, var en flamländsk författare.
Teirlinck gjorde sig känd som livfull och originell prosaist med bland annat Het ivoren aapje (1908), som skildrar det kosmopolitiska livet i Bryssel, och fantasin De nieuwe Uylenspiegel (1920).